# Scymnus subvillosus
Scymnus subvillosus es una especie de escarabajo del género Scymnus,  familia Coccinellidae. Fue descrita científicamente por Goeze en 1777.
Se distribuye por Europa y el Medio Oriente. Mide 1,9-2,5 milímetros de longitud. Vive especialmente en robles.